# Ophiogomphus cerastis
Ophiogomphus cerastis – gatunek ważki z rodziny gadziogłówkowatych (Gomphidae).